# フランク・J・フレッチャー
フランク・ジャック・フレッチャー（Frank Jack Fletcher, 1885年4月29日 - 1973年4月25日）は、アメリカ合衆国の海軍軍人。最終階級は海軍大将。フランク・F・フレッチャー提督は叔父にあたる。由来は定かではないが、「ブラックジャック」というあだ名があった。

## 生涯

### 生い立ち
フレッチャーは1885年4月29日にアイオワ州マーシャルタウンで生まれる。1902年にアイオワ州の推薦を受け海軍兵学校に入校する。フレッチャーは1906年2月12日にアナポリスを卒業し、1908年2月13日に少尉に任官、二年間の海上勤務を過ごす。

### 海軍士官として
フレッチャーは戦艦ロードアイランド (USS Rhode Island, BB-17)、オハイオ (USS Ohio, BB-12)、メイン (USS Maine, BB-10) での勤務の後、イーグル (USS Eagle)、フランクリン (USS Franklin) に乗艦する。1909年11月にチョウンシー (USS Chauncey, DD-3) へ配属され、アジア水雷艦隊の一員として勤務する。続いてデイル (USS Dale, DD-4) で1910年4月から1912年3月まで勤務した後、再びチョウンシーに部隊指揮官として配属される。1912年12月に戦艦フロリダ (USS Florida, BB-30) へ転属となり、1914年4月にはベラクルス占領に参加した。ベラクルスにおける戦闘の功績でフレッチャーは名誉勲章を受章した。

### 第一次世界大戦
フレッチャーは1914年7月に大西洋艦隊総司令部付き士官となり、その翌年海軍兵学校教官を務めた後、第一次世界大戦が勃発すると戦艦キアサージ (USS Kearsarge, BB-5) の砲術士官に着任、1917年9月まで同職を務めた後、哨戒艇マーガレット (USS Margaret, SP-527) の艦長となる。1918年2月に駆逐艦アレン (USS Allen, DD-66) の艦長となり、続い5月にてベンハム (USS Benham, DD-49) の艦長となる。ベンハム艦長としてヨーロッパ水域でパトロール、船団護衛に従事し、その功績でフレッチャーは海軍殊勲章を受章した。
1918年10月から1919年2月までフレッチャーはサンフランシスコで駆逐艦クレイン (USS Crane, DD-109) の艤装班長を務め、その後グリッドレイ (USS Gridley, DD-92) の艦長となる。ワシントンに戻ると1919年4月から1922年9月まで特務部門、航海局の人事部長を務めた。
その後フレッチャーは大西洋艦隊に戻り、駆逐艦ホイップル (USS Whipple, DD-217)、砲艦サクラメント (USS Sacramento, PG-19)、潜水母艦レインボー (USS Rainbow, AS-7) の艦長を歴任し、ガヴィテの潜水艦基地に勤務する。彼は1925年3月から1927年までワシントン海軍造船所で勤務した後、戦艦コロラド (USS Colorado, BB-45) の副長を務め、その後ニューポートの海軍戦争大学の上級コースを1930年6月に修了した。
フレッチャーは1931年8月に大西洋艦隊総司令部の第一補佐官となる、1933年の夏には海軍作戦部勤務となり、その後1933年11月から1936年5月までクロード・スワンソン海軍長官の補佐官を務める。1936年6月に第三戦艦部隊の旗艦ニューメキシコ (USS New Mexico, BB-40) の艦長となる。1937年12月にフレッチャーは海軍調査委員会のメンバーとなり、1938年6月に航海局の副局長を務めた。1939年9月に太平洋艦隊に戻り、1941年12月に第三巡洋艦部隊の指揮官、その後第六巡洋艦部隊指揮官、巡洋艦偵察部隊指揮官、第四巡洋艦部隊指揮官を歴任する。

### 第二次世界大戦
1942年1月初めにフレッチャー少将はアメリカ海軍 - オーストラリア海軍から成る機動部隊の指揮官に着任し、空母ヨークタウン (USS Yorktown, CV-5) がフレッチャーの旗艦となった。部隊は戦略的に重要な南太平洋の島々での支援を行った後、太平洋中部、ニューギニア、ソロモン諸島の日本軍へ対する攻撃を行った。1942年5月、6月の珊瑚海海戦、ミッドウェー海戦では指揮官として部隊を指揮した。1942年8月にフレッチャー中将はガダルカナル島、ツラギ進攻を指揮し、同月末には第二次ソロモン海戦を戦う。その最中の8月31日、乗艦していたサラトガ (USS Saratoga, CV-3) が伊26の雷撃を受け、フレッチャーを初めとする幕僚や乗組員の多数が死傷した。
1942年11月にフレッチャーは第13海軍管区の指揮官及び北西海域の指揮官となる。翌年北太平洋の指揮官となり、終戦までその職を務めた。フレッチャーの最後の任務は総合委員会議長職であった。1947年5月に海軍大将に昇進、退役する。

### 晩年
フレッチャーは1973年4月25日に、メリーランド州ベセスダのベセスダ海軍病院で死去した。フレッチャーの棺はアーリントン国立墓地に埋葬された。
スプルーアンス級駆逐艦のフレッチャー (USS Fletcher, DD-992) は、フレッチャーに因んで命名された。

## 逸話
堅実な人物だったと言われているが、上司のアーネスト・キング提督からは恨まれていたとされている。理由は、珊瑚海海戦において、空母レキシントンが撃沈されたことがあるとされる（キングはかつて2年間、レキシントンに乗艦していた）。